# Phyla linearis
Phyla linearis là một loài thực vật có hoa trong họ Cỏ roi ngựa. Loài này được (Kunth) Tronc. & López-Pal. miêu tả khoa học đầu tiên năm 1974.